# Championnats du monde de course sur route 2006
Navigation
Udine 2007
Les 1ers Championnats du monde de course sur route  ont eu lieu le 8 octobre 2006 à Debrecen, en Hongrie. Cette compétition, régie par l'IAAF, remplace les Championnats du monde de semi-marathon disputés de 1992 à 2005. Les deux épreuves se déroulent sur une distance de 20 km.

## Résultats

### Hommes
| Épreuves            | Or                                                             | Argent                                                    | Bronze                                                  |
| Course individuelle | Zersenay Tadese 56 min 01 s                                    | Robert Kipkorir Kipchumba 56 min 41 s                     | Wilson Kebenei 57 min 15 s                              |
| Par équipes         | Kenya Robert Kipkorir Kipchumba Wilson Kebenei Wilfred Taragon | Érythrée Zersenay Tadese Yonas Kifle Tesfayohannes Mesfen | Éthiopie Deriba Merga Tadesse Woldegebrel Demssew Abebe |

### Femmes
| Épreuves            | Or                                            | Argent                                       | Bronze                                            |
| Course individuelle | Lornah Kiplagat 1 h 03 min 21 s               | Constantina Tomescu 1 h 03 min 23 s          | Rita Jeptoo 1 h 03 min 47 s                       |
| Par équipes         | Kenya Rita Jeptoo Edith Masai Eunice Jepkorir | Éthiopie Dire Arissi Teyba Erkesso Ashu Rabo | Japon Kayoko Fukushi Yurika Nakamura Ryoko Kizaki |

## Tableau des médailles
| Rang | Nation | Or | Argent | Bronze | Total |
| ---- | ------ | -- | ------ | ------ | ----- |